# Saison 4 de Nicky, Ricky, Dicky et Dawn
Chronologie
Saison 3
Cet article présente les épisodes de la quatrième saison de la série télévisée américaine Nicky, Ricky, Dicky et Dawn diffusée du 6 janvier 2018 au 4 août 2018 sur Nickelodeon.

## Distribution

### Acteurs principaux
- Aidan Gallagher (VF : Maia Baran) : Nicky Harper
- Casey Simpson (VF : Émilie Guillaume ) : Ricky Harper
- Mace Coronel (VF : Circé Lethem puis Raphaëlle Bruneau) : Dicky Harper
- Lizzy Greene (VF : Elsa Poisot) : Dawn Harper
- Allison Munn (VF : Maia Baran) : Anne Harper, la mère des quadruplés
- Brian Stepanek (VF : Sébastien Hébrant) : Tom Harper, le père des quadruplés
- Gabrielle Elyse : Josie
- Kyla-Drew Simmons (VF : Marie Van Ermengem) : Mae

### Acteurs récurrents
- Siena Agudong : Natlee
- Hayden Crawford : Dooley
- Theodore John Barnes : Miles
- Isabella Revel : Avery
- Ariana Molkara : Sadie

## Épisodes

### Épisode 1:Hé mais, il est où mon collège?
- États-Unis : 6 janvier 2018 sur Nickelodeon

- Theodore John Barnes : Miles
- Hayden Crawford : Dooley
- Isabella Revel : Avery
- Ariana Molkara : Sadie
- Miles Elliot : Kipper

### Épisode 2:Les Trois Masquetaires
- États-Unis : 13 janvier 2018 sur Nickelodeon

- Theodore John Barnes : Miles
- Hayden Crawford : Dooley
- Ariana Molkara : Sadie
- Sidney Floyd : Brooklyn

### Épisode 3:Nicky, Ricky, Dicky & BeDawncé
- États-Unis : 20 janvier 2018 sur Nickelodeon

- Theodore John Barnes : Miles
- Sidney Floyd : Brooklyn

### Épisode 4:Une vie en "toc"
- États-Unis : 27 janvier 2018 sur Nickelodeon

- Theodore John Barnes : Miles
- Ariana Molkara : Sadie
- Sidney Floyd : Brooklyn

### Épisode 5:Une histoire de chien
- États-Unis : 3 février 2018 sur Nickelodeon

- Theodore John Barnes : Miles
- Ariana Molkara : Sadie
- Sidney Floyd : Brooklyn
- Miles Elliot : Kipper
- Rena Strober : Mr Tassinari
- Rose Abdoo : Principal Sarah Noonan

### Épisode 6:Les Harper dur labeur
- États-Unis : 17 février 2018 sur Nickelodeon

- Theodore John Barnes : Miles
- Isabella Revel : Avery
- Hayden Crawford : Dooley
- Ariana Molkara : Sadie
- Jamie Moyer : Mme Monet

### Épisode 7:Le champion des gobelets
- États-Unis : 2 juin 2018 sur Nickelodeon

- États-Unis : 1 million de téléspectateurs[7] (première diffusion)

- Theodore John Barnes : Miles
- Isabella Revel : Avery
- Ariana Molkara : Sadie

### Épisode 8:Crise de quadentité
- États-Unis : 9 juin 2018 sur Nickelodeon

- États-Unis : 0,79 million de téléspectateurs[8] (première diffusion)

- Paul Vogt : Mr Wigglesworth
- Peter Allen Vogt : Chef Andre
- Chiara D'Ambrosio : Abby
- Bianca Amore D'Ambrosio : Norah

### Épisode 9:Les quadruplés chasseurs de fantômes
- États-Unis : 23 juin 2018 sur Nickelodeon

- États-Unis : 0,82 million de téléspectateurs[9] (première diffusion)

- Ricky Garcia : Zeus
- Theodore John Barnes : Miles
- Daniella Perkins : Jade
- Sean O'Donnell : Elijah

### Épisode 10:Quadrodile Dundee
- États-Unis : 30 juin 2018 sur Nickelodeon

- États-Unis : 0,71 million de téléspectateurs[10] (première diffusion)

- Isaiah Thomas : lui-même
- Jonah Hwang : Britt
- Theodore John Barnes : Miles
- Jaiden Thomas : lui-même
- James Thomas : lui-même
- Hayden Crawford : Dooley
- Isabella Revel : Avery

### Épisode 11:Confusion des sentiments
- États-Unis : 14 juillet 2018 sur Nickelodeon

- États-Unis : 0,95 million de téléspectateurs[11] (première diffusion)

- Jonah Hwang : Britt
- Theodore John Barnes : Miles
- Siena Agudong : Natlee

### Épisode 12:Il y aura toujours des parasites
- États-Unis : 28 juillet 2018 sur Nickelodeon

- États-Unis : 0,88 million de téléspectateurs[12] (première diffusion)

- Buddy Handleson : Wally
- Theodore John Barnes : Miles
- Hayden Crawford : Dooley

### Épisode 13:À complot, complot et demi
- États-Unis : 4 août 2018 sur Nickelodeon

- États-Unis : 0,95 million de téléspectateurs[13] (première diffusion)

- Jonah Hwang : Britt
- Theodore John Barnes : Miles
- Siena Agudong : Natlee
- Lou Ferrigno Jr. : Jett Masterson
- Isabella Revel : Avery

### Épisode 14:Meilleures amies
- États-Unis : 4 août 2018 sur Nickelodeon

- États-Unis : 0,84 million de téléspectateurs[13] (première diffusion)

- Theodore John Barnes : Miles
- Siena Agudong : Natlee
- Isabella Revel : Avery
- Mishka Calderon : Amber
- Pilot Paisley-Rose : Danielle
- Brianna Reed : Marcia